# Rolls-Royce Silver Seraph
La Rolls Royce Silver Seraph est une voiture de luxe fabriquée par le constructeur anglais Rolls-Royce de 1998 à 2002. Elle est construite dans l'usine de Crewe en Angleterre.
Elle est la concurrente directe de la Bentley Arnage, dont elle partage la conception.
Une version à empattement allongé de la Silver Seraph, appelée simplement la Rolls-Royce Park Ward, a été introduite en 2001. La Park Ward (parfois appelée Silver Seraph Park Ward ) était allongée de 250 mm par rapport à la Silver Seraph. 
1 570 Rolls Royce Silver Seraph et 127 Park Ward ont été produites.